# Tiberius Claudius Secundinus Lucius Statius Macedo
Tiberius Claudius Secundinus Lucius Statius Macedo (vollständige Namensform Tiberius Claudius Tiberi filius Palatina Secundinus Lucius Statius Macedo) war ein im 2. Jahrhundert n. Chr. lebender Angehöriger des römischen Ritterstandes (Eques). Durch zwei Inschriften, die in Aquileia gefunden wurden, ist seine Laufbahn bekannt.
In den beiden Inschriften ist als erste Position in der Laufbahn von Secundinus der Rang eines Primus pilus in der Legio IIII Flavia Felix angegeben, die ihr Hauptlager in Singidunum in der Provinz Moesia superior hatte. Danach wurde er in Rom Kommandeur (Tribunus) der folgenden Einheiten (in dieser Reihenfolge): der Cohors I vigilum, der Cohors XI urbana und der Cohors IX praetoria. Im Anschluss war er ein zweites Mal Primus pilus, bevor er zum Kommandeur (Praefectus) der Legio II Traiana fortis ernannt wurde, die ihr Hauptlager bei Alexandria in Aegyptus hatte.
Danach übernahm er folgende Funktionen in der Verwaltung (in dieser Reihenfolge): er wurde Procurator der 5%igen Erbschaftssteuer (XX hereditatium) in Rom, Procurator der Finanzverwaltung in den Provinzen Lugdunensis und Aquitania, A rationibus Augusti und Praefectus annonae. Durch eine Inschrift auf einer Bleiröhre, die bei Fiumicino gefunden wurde, ist er als A rationibus unter Antoninus Pius (138–161) belegt.
Secundinus war in der Tribus Palatina eingeschrieben und stammte aus Aquileia. Durch eine der Inschriften aus Aquileia ist belegt, dass er dort das Amt des Priesters (Flamen) für den vergöttlichten Vespasian ausübte. In Lyon ist er durch eine weitere Inschrift belegt. Möglicherweise ließ er auch eine Inschrift in griechischer Sprache in Colossae errichten.
Secundinus war vermutlich mit den Caesernii Statii Quinctii Macedones verwandt. Einer seiner Söhne dürfte Tiberius Claudius Rufus Statius Macedo gewesen sein. Durch eine Inschrift aus Rom ist ein Tiberius Claudius Secundinus belegt, der im Alter von 9 Jahren starb (annos nato IX menses IX dies XIIX) sowie seine Mutter, Flavia Irene; bei den beiden handelt es sich möglicherweise um die Ehefrau und den Sohn von Secundinus.
Bei der EDCS werden die Inschriften aus Aquileia wie folgt datiert: die eine Inschrift auf 147/150 und die andere auf 147/175. Hans-Georg Pflaum geht davon aus, dass Secundinus frühestens 147 zum Praefectus annonae ernannt wurde, da Lucius Valerius Proculus für 144 und Marcus Petronius Honoratus für 146/147 als seine Vorgänger in diesem Amt belegt sind.